# 안젬 초다리
안젬 초다리(Anjem Choudary, 1967년 1월 18일 ~ )는 영국의 이슬람 사회운동가, 정치운동가이다. 2016년, 이라크 레반트 이슬람 국가를 지원한 것에 대해 유죄가 인정되어 징역 5년 6개월형을 선고받았다.

## 생애
안젬 초다리는 1967년 1월 18일 영국 런던에서 태어났다. 그의 아버지는 파키스탄계 영국인으로, 런던 웰링 지역의 상인이었다. 초다리는 사우스햄프턴 대학교(University of Southampton)에서 의학을 공부했으나 좋은 성적을 거두지 못했으며, 이후 법학으로 전과하였다. 이후 그는 법률 자격을 취득하고 무슬림 변호사 사회(Society of Muslim Lawyers)의 회장이 되었다.

## 이슬람 활동
초다리는 이슬람주의를 포용하고 전투적 이슬람주의자 지도자인 오마르 바크리 무함메드(Omar Bakri Muhammad)와 함께 살라프파·와하브파 조직인 알-무하지룬(Al-Muhajiroun)을 공동 설립하고 이슬람 사회운동을 시작했다. 또 알-무하지룬의 분파로 추정되는 알-구라바(Al Ghurabaa)의 대변인으로도 활동했다. 그리고 2008년 11월에는 Islam4UK를 조직하고 영국 법 체계에 있어 샤리아 율법이 우위가 되어야 한다고 주장했다.

### 이슬람 극단주의 테러 관련
2015년 8월 5일, 금지된 단체인 이라크 레반트 이슬람 국가의 테러 활동을 지원한 혐의로 기소되었다. 이후 유죄로 판단되어 징역 5년 6개월형을 선고받았다. 또 2017년, 미국 국무부는 초다리를 특별 지정 세계적 테러리스트(Specially Designated Global Terrorist)로 지정했다.

## 같이 보기
- 이슬람주의
- 이라크 레반트 이슬람 국가
- 살라프파